# 大鳥居 (平安神宮)

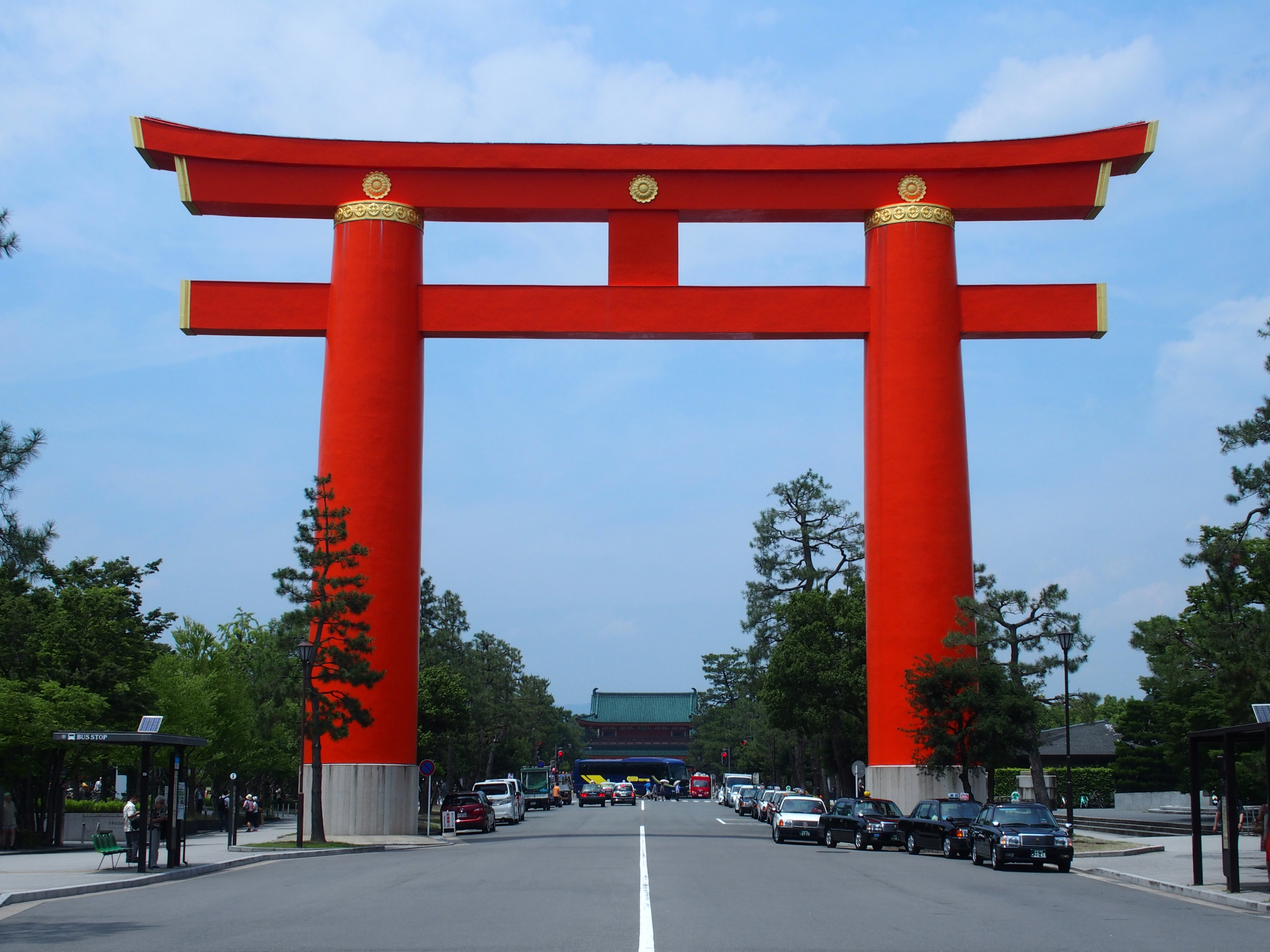
大鳥居

平安神宮大鳥居（へいあんじんぐうおおとりい）は、京都府京都市左京区の平安神宮の応天門から約300メートル南の神宮道に所在する、高さ24m、幅18mの大鳥居である。

## 歴史
1928年（昭和3年）に昭和天皇御大礼の記念事業として、大鳥居建設計画を開始。工事顧問には京都帝国大学教授の武田五一、設計および工事監督は京都府技師阪谷良之進が就任した。鳥居建設費は3万100円。地鎮祭は6月1日に着手し、10月6日に工事完了。1929年（昭和4年）4月10日に竣工奉告祭が執り行われた。1960年（昭和35年）大鳥居に屋根改修工事、塗装の塗替え工事が行われた。2002年（平成14年）8月21日付で国の登録有形文化財に登録された。
平安神宮に見合う大きな鳥居を石材や木材で建造するのは困難であったため、神宮の完成後、30年余り鳥居がない状態が続いていた。鳥居の建造が課題となっていたが、1928年（昭和3年）に昭和天皇の即位式が行われるという慶事を前に平安神宮に鳥居を建設する話が本格化し、建築技術の進歩により、鉄骨鉄筋コンクリートで鳥居を建造することになった。
大鳥居の建設が決まり、寄付金の募集など準備が開始され、平安講社臨時事業部が設置された。平安神宮は、平安時代の大内裏の建物をモデルとして、他の神社建築とは異なっている。そのため、鳥居の様式を決めることはなかなか難しかった。そこで事業部は、全国各地の百あまりの神社の鳥居について調査を行い、研究を重ねた。結果、荘重かつ端正な印象を与える明神型の鳥居を採用した。
大鳥居の建設場所についても検討を重ね、神宮の建造物にふさわしい大きな鳥居を建てる必要があり、平安神宮の建物とのバランスから、二条通の北では神宮に近過ぎると考えられた。琵琶湖疏水（鴨東運河）の流れに沿う風致がよい慶流橋のたもとがふさわしいと考えられ、また、当時仁王門通を運行していた京都市電蹴上線停留所の近くであり、市電を利用して平安神宮に参拝する人たちにとて、下車後すぐに鳥居を目にする効果も期待できるとして、現在の場所に建築が決定された。

## 様式
鳥居の様式規模は明神型。鉄筋コンクリート造一部鉄骨造鉄網モルタル塗。

## 主要寸法
- 柱間：鳥居柱真々18.180m
- 柱径：柱脚3.636m、柱頭3.182m
- 笠木長さ：笠木34.057m
- 総高さ：鳥居柱縁石上面より笠木上面まで24.422m
- 屋根面積：笠木屋根面積72.0平米

## 修理工事
桓武天皇崩御1200年大祭記念事業の一事業として実施。外部の塗装の塗替えを主とした部分修理。国宝重要文化財等保存整備費補助金を受けた。総事業費85,680,000円。事業期間16か月。工事期間約5か月。2004年（平成16年）5月24日工事着手。株式会社大林組による請負工事。2004年10月14日全工程を完了。実績報告書並びに修理工事報告書を提出し2005年（平成17年）3月31日に全事業完了。

## 近隣施設
平安神宮の周辺は岡崎公園として整備されており、文化ゾーンになっている。大鳥居を挟んで西には京都府立図書館、京都国立近代美術館、京都会館、東には京都市美術館、京都市動物園などがある。

## 関連図書
- 『平安神宮百年史　本文編』1997年、平安神宮発行
- 『登録有形文化財（建造物）平安神宮大鳥居保存修理工事報告書』